# Michael Mathias Smids

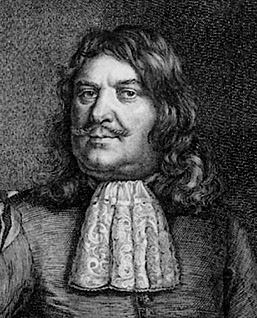
Michael Mathias Smids

Michael Mathias Smids, eigentlich Michiel Mattysz Smidts, (* 11. Juli 1626 in Breda; † 24. Juli 1692 in Berlin) war ein niederländischer Baumeister, der ab 1656 in Berlin und der Mark Brandenburg tätig war.

## Leben
Michael Mathias Smids war gelernter Wasserbauer und Schiffszimmermann. Im Jahr 1652 trat er in Berlin als Hofzimmermann und Schleusenmeister in den Dienst des Kurfürsten Friedrich Wilhelm von Brandenburg, der ihn 1653 zum Hofbaumeister ernannte. Smids Stellung war die eines „Abnehmers“. Darunter verstand man denjenigen, der per Vertrag die Ausführung eines bewilligten Bauvorhabens übernahm. Smids war nicht schöpferischer Architekt, sondern Bauunternehmer. So war er verantwortlich für den Bau der steinernen Spreeschleuse (1657), den Wiederaufbau des abgebrannten Turmhelms der Marienkirche (1663–68) und des abgebrannten Alter Marstalls in der Breiten Straße (1667–70). Auch baute er ab 1678 an der Festung Berlin. Von 1684 bis 1686 war er „Abnehmer“ beim Bau des Alabastersaals im Berliner Schloss und von 1687 bis 1690 der Arkaden im kleineren „Eishof“ des Schlosses, ferner beim Bau der Dorotheenstädtischen Kirche. Neben diesen Aufgaben betätigte sich Smids als Geschäftsmann. Er beherrschte, seit 1664 Mit-Pächter des Amtes Oranienburg, den Berliner Holzhandel, 1671 gründete er in Zehdenick eine Gießerei für Kanonenkugeln und pachtete 1686 eine Windmühle vor dem Stralauer Tor in Berlin. Er war auf dem Friedrichswerder seit 1669 Ratsmann und seit 1671 Bürgermeister.
Michael Mathias Smids starb zwei Tage nach seinem Sohn Adrianus (* 22. März 1661 in Berlin; † 20. Juli 1692 ebenda), beigesetzt wurden beide am 28. Juli 1692 in der Dorotheenstädtischen Kirche. Das aufwändige Grabdenkmal mit der Porträtbüste von „Michael Mathias Schmied“ ist seit dem Abriss der Kirche im Jahr 1965 verschollen.